# 藤本貴之
藤本 貴之（ふじもと たかゆき、1976年4月10日- ）日本の情報デザイン学者。東洋大学総合情報学部教授。博士（学術）。 専門は、情報デザイン論、メディア構造論、メディア・スタディーズなど。北陸先端科学技術大学院大学教育連携客員教授、合同会社藤本情報デザイン事務所執行役員、株式会社ウィズダムウェブ代表取締役などを歴任。

## 経歴
父親は、1968年メキシコ五輪レスリング62㎏級銀メダリストの藤本英男。
1976年、東京生まれ。東京都立新宿高等学校、早稲田大学教育学部教育学科卒業。北陸先端科学技術大学院大学知識科学研究科知識社会システム学専攻博士前期課程修了。2003年9月、神奈川工科大学情報学部助手。園田学園女子大学未来デザイン学部専任講師、東洋大学工学部専任講師、東洋大学総合情報学部准教授を経て、2017年4月より、現職。

## メディア出演

### 2021年
7月17日：Washington Postの記事「Japanese composer for Tokyo Olympics apologizes for abuse」東京五輪開会式の音楽担当・小山田圭吾氏のいじめ報道（コメント）

### 2020年
2月12日：AbemaTV「AbemaPrime」にAI美空ひばり、パクリ問題（出演）

### 2019年
11月6日：TBS「あさチャン！」にono消しゴムのMONOパクリ（コメント）
7月6日：読売新聞「イッテQ『放送倫理違反』BPO意見書」（コメント）
2月9日：産経新聞「市長『暴言』割れた世論」（コメント）
3月5日：光文社FLASH（2019年3月19日号）「まんぷく安藤百福の即席麺『発明』は嘘だ」（コメント）

### 2018年
5月17日：産経ニュース「地味なアイドル東播磨ちゃん…自虐的なPRT動画、『仲間割れ』で一時配信停止に」（コメント）
2月16日：講談社フライデー「大量生産するクリエイターが大阪にいた」（コメント）
1月11日： AbemaTV「Abema Prime」「はれのひ」晴れ着詐欺、メルカリなどのフリマアプリ疑惑（出演）

### 2017年
7月12日：東京新聞（中日新聞）「サントリー『下品？ネットCM』繰り返される女性蔑視」（コメント）
4月4日：産経新聞「BPO放送倫理検証委 発足10年」（コメント）
5月18日：女性セブン（2017年5月18日発売）「メルカリ問題特集」（コメント）
1月31日：毎日新聞「現在デザイン考『絵文字』こと始め」（コメント）
1月13日： 講談社フライデー「億万長者を夢見る大バカYouTuberが急増中」（コメント）

### 2016年
4月26日：TOKYO FM「高橋みなみのこれから、何する？」（電話生出演）
4月26日：日本経済新聞：五輪の顔ようやく（コメント）
4月26日：産経新聞：五輪エンブレム　識者コメント（コメント）
4月26日：毎日新聞：東京五輪エンブレム　どう思う…デザイン専門家３人に聞く（コメント）
4月26日：スポーツニッポン：五輪エンブレム　グラフィックデザイナー藤本氏評 拡大縮小しても「印象変わらない」（コメント）
4月25日：テレビ東京「ワールドビジネスサテライト」テーマ・東京五輪エンブレムが決定（VTR）
4月25日：FM TOKYO「TIME LINE」テーマ：東京五輪エンブレムが決定（電話生出演）
4月25日：TBS「NEWS23」テーマ・東京五輪エンブレムが決定（VTR）
4月25日：TBS「Nスタ」テーマ・東京五輪エンブレムが決定（スタジオ生出演）
4月25日：テレビ東京「NEWSアンサー」テーマ・東京五輪エンブレムが決定（VTR）
4月25日：文化放送のラジオ番組「吉田照美　飛べ！サルバドール」：テーマ東京五輪エンブレムが決定（音声収録）
テレビ東京「NEWSアンサー」テーマ・東京五輪エンブレムが決定（VTR）
4月25日：日本テレビ「ミヤネ屋」テーマ・東京五輪エンブレムが決定（スタジオ生出演）
4月20日：フジテレビ「ホウドウキョク」『あしたのコンパス』テーマ・熊本地震で民進党のツイッターが炎上（電話生出演）
4月9日：スポーツニッポン「五輪エンブレム仕切り直し 最終4候補発表」（コメント）
4月8日：TBS「Nスタ」テーマ・五輪エンブレム新公募の最終候補4作品の発表（スタジオ生出演）
3月29日：毎日新聞「現代デザイン考・五輪エンブレム問題／５　機能美を追究する技術者」
3月14日：文化放送のラジオ番組「吉田照美　飛べ！サルバドール」：テーマ「だからデザイナーは炎上する」（生出演）
3月14日：週刊現代「新国立競技場・聖火台問題の記事」（コメント）
3月8日：FM TOKYO「TIME LINE」テーマ：新国立競技場・聖火台問題（電話生出演）

### 2015年
12月26日：日本経済新聞「（トレンドサーチ）カクカクの絵、僕も夢中　色つきマス目に新鮮さ」
12月4日：日経MJ「ドット絵 人気再燃、どこか懐かしく」
11月24日：テレビ東京「Newsアンサー」テーマ：鶴ケ島市五輪エンブレム原案審査会（VTR）
11月24日：TBS「ひるおび」テーマ：五輪エンブレム再公募開始（生出演）
11月24日：TBS「あさチャン」テーマ：鶴ケ島市五輪エンブレム原案公募（取材）
10月9日：NOTTV／フジテレビオンデマンド「ホウドウキョク24」テーマ：一億総活躍社会（電話生出演）
10月5日：テレビ朝日「ビートたけしのTVタックル」テーマ：アートディレクター（VTR出演）
9月29日：TBS「ひるおび」（スタジオ生出演）
9月20日：毎日新聞出版「サンデー毎日」（9月20日号）
9月18日：講談社「フライデー」（9月18日号）
9月7日：ニューズ・オプエド（スタジオ生出演）
9月5日：日本テレビ「バンキシャ！」（VTR出演）
9月5日：日本経済新聞「『模倣』の線引き難解　デザイン界『コンセプト重要』」
9月4日：テレビ朝日「ワイドスクランブル」（スタジオ生出演）
9月3日：TBS「ひるおび」（スタジオ生出演）
9月3日：日本テレビ「スッキリ！」（VTR出演）
9月2日：TBS「ひるおび」（スタジオ生出演）
9月2日：朝日新聞「ネット発　疑惑追及『潔白』会見にも　すぐ指摘　デザイン界　意識に差」
9月1日：TBS「ニュース２３」（VTR出演）
9月1日：TBS：Nスタ（生出演）
8月31日：TBS「ニュース２３」（VTR出演）
8月19日：TBS「ニュース23」佐野氏デザイン”模倣”で波紋（VTR出演）
8月18日：日本経済新聞「乙女胸キュン『痛バッグ』 キャラへの愛情見せつけ」
8月4日：TBS「あさチャン！」今若者が夢中�『痛バッグ』
7月31日：日本経済新聞・日経MJ「痛バッグ」
6月12日：産経新聞「若者のテレビ離れ」
3月15日：東京新聞「『痛い文化』台頭」

## 著書

### 単著
- 『パクリの技法』（発売/発行・オーム社、2019年）ISBN 978-4274223389
- 『だからデザイナーは炎上する』 （発売/発行・中公新書ラクレ、2016年） ISBN 978-4121505484
- 『情報デザインの想像力ーイメージの史学ー』 （発売・現代数学社、発行・プレアデス出版、2005年） ISBN 978-4768708347　:2005年日本図書館協会選定図書

### 共著
- 『DeNAと万引きメディアの大罪』（発売/発行・宝島社、別冊宝島編集部、2017年）ISBN 978-4800268440
- 『アイデアを脳に思いつかせる技術』 (発行・講談社、安達元一との共著、2013年)ISBN 978-4062727907
- 『映像メディアのプロになる!ーテレビ業界の実像から映像制作・技法まで』（発行・河出書房新社、2010年）ISBN 978-4309271767

### 論文
- 『情報デザイン概念に基づく“Information Reuse and Integration”の検討と工学的拡張』博士論文（平成19年　山形大学）